# Halysidota leda
Halysidota leda là một loài bướm đêm thuộc phân họ Arctiinae, họ Erebidae.